# Homer H. Dubs
Homer Hasenpflug Dubs (Deerfield, Illinois, 1892. március 26. – Oxford, 1969. augusztus 16.; kínai neve pinjin hangsúlyjelekkel: Dé Xiàoqiān; magyar népszerű: Tö Hsziao-csien; egyszerűsített kínai: 德效骞; hagyományos kínai: 德效騫) amerikai sinológus, polihisztor.

## Élete és munkássága
Protestáns misszionárus szülők gyermekeként Dubs gyerekkorát Kínában, Hunan tartományban töltötte. 1914-ben a Yale Egyetem filozófia szakán diplomázott. Ezt követően a Columbia Egyetemen tanult. Miután elvégezte a New-York-i Union Theological Seminaryt, misszionáriusként visszatért Kínába. Az Egyesült Államokba visszatérve a Chicagói Egyetem en szerzett filozófiai doktori fokozatot 1925-ben. Disszertációját az ókori kínai filozófusról Hszün-ceről írta. Ezt követően a Minnesotai Egyetemen (1925-1927), majd a Marshall College-ban (1927-1934) tanított.
Dubs a kínai filozófia és történelem szakértője volt. A Han-dinasztia hivatalos történeti művének, a Han sunak fordításáért 1947-ben Stanislas Julien-díjjal jutalmazták.
1947-ben meghívást kapott az Oxfordi Egyetemre, ahol a kínai tanszék vezetője lett. 1959-ben vonult nyugdíjba. 1962-1963-ban a Hawaii Egyetemen és Ausztráliában tartott előadásokat. Majd az 1969-ben bekövetkezett haláláig Oxfordban élt.

## Főbb művei
- Hsüntze: The Moulder of Ancient Confucianism. Probsthain's Oriental Series 15. London, 1927
- (ford.) The Works of Hsüntze. Probsthain's Oriental Series 16. London, 1927
- Rational Induction: An Analysis of the Method of Science and Philosophy. Chicago: The University of Chicago Press, 1930
- (ford.) The History of the Former Han Dynasty. 3 vols. Baltimore: Waverly, 1938–55. Digitized text. (Digitized text does not retain volume or page numbers and alters Dubs' footnote numbering.) Glossary
- "Did Confucius Study the Book of Changes?" T'oung Pao 25 (1928): 82-90.
- "The Failure of the Chinese to Produce Philosophic Systems." T'oung Pao 26 (1929): 96-109.
- "'Nature' in the Teaching of Confucius." Journal of the American Oriental Society 50 (1930): 233-37.
- "A Comparison of Greek and Chinese Philosophy." Chinese Social and Political Science Review 17.2 (1933): 307-27.
- "Solar Eclipses During the Former Han Period." Osiris 5 (1938): 499-532.
- "The Victory of Han Confucianism." Journal of the American Oriental Society 58 (1938): 435-39.
- "Wang Mang and His Economic Reforms." T'oung Pao 35 (1940): 219-65.
- "An Ancient Military Contact Between Romans and Chinese." American Journal of Philology 42 (1941): 322-30.
- A Roman Influence Upon Chinese Painting." Classical Philology 38 (1943): 13–19.
- "An Ancient Chinese Mystery Cult." 'Harvard Theological Review' 35 (1942): 221-40.
- (Robert S. Smith-szel) "Chinese in Mexico City in 1635." "The Far Eastern Quarterly" 1.4 (1942): pp. 387–389.
- "A Military Contact Between Chinese and Romans in 36 B.C." T'oung Pao 36 (1942): 64-80.
- "The Political Career of Confucius." Journal of the American Oriental Society 66 (1946): 273-82.
- "The Reliability of Chinese Histories." Far Eastern Quarterly 6.1 (1946): 23-43.
- "Taoism." In H. F. MacNair, ed. China. United Nations Series. Berkeley: University of California Press, 1946: 266-89.
- "The Beginnings of Alchemy." Isis 38 (1947): 62-86.
- "The Date of Confucius' Birth." Asia Major (new series) 1.2 (1949): 139-46.
- "The Date of the Shang Period." T'oung Pao 40.4-5 (1951): 323-35.
- "Mencius and Sun-dz on Human Nature." Philosophy East and West 6 (1956): 213-22.
- A Roman City in Ancient China. China Society Sinological Series 5.London, 1957
- "The Beginnings of Chinese Astronomy." Journal of the American Oriental Society 78 (1958): 295-300.
- "The Archaic Royal Jou Religion." T'oung Pao 46 (1958): 217-59.
- "Han 'Hill Censers.'" In Søren Egerod, and Else Glahn. Studia Serica Bernhard Karlgren Dedicata. Sinological Studies Dedicated to Bernhard Karlgren on His Seventieth Birthday, October Fifth, 1959. Copenhagen: E. Munksgaard, 1959, 259-64.